# تارناوا وژنا
تارناوا وژنا (به لهستانی:  Tarnawa Wyżna) یک روستا در لهستان است که در گمینا لوتوویسکا واقع شده‌است. تارناوا وژنا ۰ نفر جمعیت دارد.